# Witheringia maculata
Witheringia maculata là loài thực vật có hoa trong họ Cà. Loài này được (Standl. & C.V. Morton) Hunz. miêu tả khoa học đầu tiên năm 1969.